# Entada dolichorrhachis
Entada dolichorrhachis är en ärtväxtart som beskrevs av John Patrick Micklethwait Brenan. Entada dolichorrhachis ingår i släktet Entada och familjen ärtväxter. Inga underarter finns listade i Catalogue of Life.